# Heinrich von Brandt
Pour les articles homonymes, voir Brandt.
 (juin 2023).
August Heinrich Brandt, depuis 1810 von Brandt, (né le 2 août 1789 à Mansfelde, arrondissement de Friedeberg-en-Nouvelle-Marche et mort le 23 janvier 1868 à Berlin) est un général d'infanterie prussien et écrivain militaire.

## Biographie

### Origine
Heinrich August von Brandt est le fils d'un huissier de Nouvelle-Marche et de sa femme Anna Christine, née Glinke.

### Carrière militaire
Il étudie au lycée de Königsberg-en-Nouvelle-Marche de 1798 à 1805 puis étudie le droit à l'université de Königsberg. À la mi-octobre 1806, il devient enseigne dans le 2e bataillon de réserve prussien occidental levé contre Napoléon. Il reçoit son congé après la paix de Tilsit parce que sa patrie est incorporée au duché de Varsovie, qui fait partie de la sphère d'intérêt française. C'est pourquoi, en octobre 1807, il rejoint la 11e régiment d'infanterie en tant que sergent, promu sous-lieutenant fin avril 1808 dans le 1er régiment de la Vistule de la Légion de la Vistule. En tant que tel, Brandt participe aux batailles de Tudela, Santa Fe, Belchite et au siège de Saragosse lors de la campagne d'Espagne en 1808/11. Il est deux fois légèrement blessé lors du siège de Tortose. Il participe ensuite au siège et à la bataille de Sagonte et à la prise de Valence et d'Orihuela. Il est grièvement blessé lors de la bataille de Videl et décoré de la croix de la Légion d'honneur pour la traversée du Guadalquivir.
Pendant la campagne de Russie, Brandt est promu capitaine et adjudant fin août 1812. Il participe à la bataille de la Moskova et est grièvement blessé à Winkowo. En 1813, Brandt fait partie de l'état-major du prince Poniatowski, est de nouveau grièvement blessé lors de la bataille   de Leipzig et tombe en captivité russe. Il est ensuite renvoyé avec un laissez-passer.
Après que sa patrie soit tombée aux mains de la Prusse, Brandt prend sa retraite et est réengagé dans l'armée prussienne grâce à la médiation de Gneisenau. Il est d'abord agrégé au 11e régiment d'infanterie en tant que capitaine, puis rejoint le 33e régiment d'infanterie en cette même qualité fin mars 1817 et retourne peu après au service des troupes en étant nommé commandant de compagnie dans le 35e régiment de fusiliers. Après avoir reçu la confirmation prussienne de sa noblesse le 3 avril 1819, Brandt est muté à la mi-février 1820, d'abord au 38e régiment de fusiliers et peu de temps après dans le 37e régiment de fusiliers. Après neuf mois en tant que enseignant à la Maison des cadets de Berlin, Brandt est transféré début octobre 1829 à l'École générale de guerre en tant que professeur et nommé membre de la commission supérieure d'examen militaire. Fin mars 1830, Brandt est promu major à l'état-major général et, pendant l'insurrection de Novembre en Pologne russe, il est commandé de mars à octobre 1831 au quartier général des maréchaux russes Diebitsch et de son successeur Paskewitsch. Brandt se distingue particulièrement lors de l'évacuation des insurgés polonais passés à la Prusse, à travers la Posnanie et la Silésie vers la Galicie autrichienne.
Le 30 mars 1837, il est nommé chef du théâtre de guerre au grand état-major. Un an plus tard, Brandt devient chef d'état-major du 2e corps d'armée à Stettin et est promu colonel début avril 1842. Le 9 mars 1848, il est promu commandant de la 10e brigade d'infanterie à Posen et prend part aux batailles de Xions et Wreschen dans une formation mixte sous le commandement du général de division Alexander von Hirschfeld au début du mois de mai. Promu major général le 10 mai, Brandt est nommé sous-secrétaire d'État au ministère de la Guerre en juillet et en même temps commandant de la 9e brigade d'infanterie fin septembre 1848. Le roi Frédéric-Guillaume IV lui décerne le 29 novembre 1848 pour la bataille de Xions l'ordre Pour le Mérite.
Du 9 au 18 juin 1848, Brandt est député du Parlement de Francfort, en 1849 il est élu à la première chambre du Parlement prussien et en 1850 de l'Assemblée du peuple d'Erfurt. Parallèlement, il est commandant de Posen à partir du 16 juin 1850. Le 17 février 1853, il devient commandant de la 10e division d'infanterie à Posen et est promu lieutenant-général le 22 mars. Avec l'attribution du caractère de général d'infanterie, Brandt est mis à la retraite le 6 août 1857. À l'occasion de ses 50 ans de service, l'Université de Königsberg lui a décerne la dignité d'un doctorat honorifique en philosophie.
Depuis lors, Brandt vit à Berlin, où il est réélu jusqu'à la troisième législature. À la fin d'avril 1862, il est nommé président de la Commission générale des ordres et pendant la guerre austro-prussienne de 1866, il est président de l'Association de secours aux blessés et président du comité de la Fondation nationale Victoria pour les invalides.

### Famille
En 1818, il se marie à Schweidnitz avec Auguste Charlotte Bettauer (1798-1883), la fille du conseiller et marchand Friedrich Bettauer. Le couple a deux fils :
- Heinrich (1823–1882), colonel prussien marié avec Helene von Seydewitz (1828–1898)
- Max (1835–1920), diplomate puis envoyé en Chine

## Œuvres
- Ueber Spanien, mit besonderer Hinsicht auf einen etwanigen Krieg. Schüppel'sche Buchhandlung, Berlin 1823.
- Ansichten über Kriegsführung im Geiste der Zeit, verglichen mit den besten älteren Werken über die Kriegskunst und mit besonderer Hinsicht auf Napoleons Memoiren. Berlin 1824.
- Handbuch für den ersten Unterricht in der höhern Kriegskunst. Berlin 1829 (Digitalisat).
- Ueber die Wiedereinführung der Dragoner als Doppelkämpfer. Berlin 1823 (Digitalisat).
- Grundzüge der Taktik der drei Waffen. Berlin 1833 (ins Niederländische, Spanische und Japanische übersetzt; Digitalisat).
- Geschichte des Kriegswesens. In: Handbibliothek für Offiziere. Berlin 1830–1835.
  - Band 4: Geschichte der Entwickelung des Kriegswesens im 17ten Jahrhundert.
  - Band 3: Das Kriegswesen von Maximilian's I. Zeiten bis zum Beginn des 17. Jahrhunderts.
  - Band 1: Kriegswesen des Altertums.
- Der Feldzug der Russen und Polen zwischen Bug und Narew im jahre 1831. Berlin 1832 (Digitalisat).
- Der kleine Krieg. Berlin, 2. Auflage 1850 (Digitalisat).
- Rußland's Politik und Heer in den letzten Jahren. Berlin 1852 (Digitalisat).
- Aus dem Leben des Generals der Infanterie z. D. Heinrich von Brandt: Aus den Tagebüchern und Aufzeichnungen seines verstorbenen Vaters zusammengestellt. Mittler, Berlin 1870–1882 (Digitalisat).
- Souvenirs d'un Officier Polonais. Paris 1877.
- In the Legions of Napoleon: The Memoirs of a Polish Officer in Spain and Russia. translated by Jonathan North, London 1999,  (ISBN 1-85367-380-3).

## Distinctions
- Chevalier de l'ordre du Lion néerlandais